# Astragalus inflexus
Astragalus inflexus är en ärtväxtart som beskrevs av George Don jr. Astragalus inflexus ingår i släktet vedlar, och familjen ärtväxter. Inga underarter finns listade i Catalogue of Life.